# 角前髪
角前髪（すみまえがみ）は、江戸時代において元服直前の武家の少年に結われた髪型。

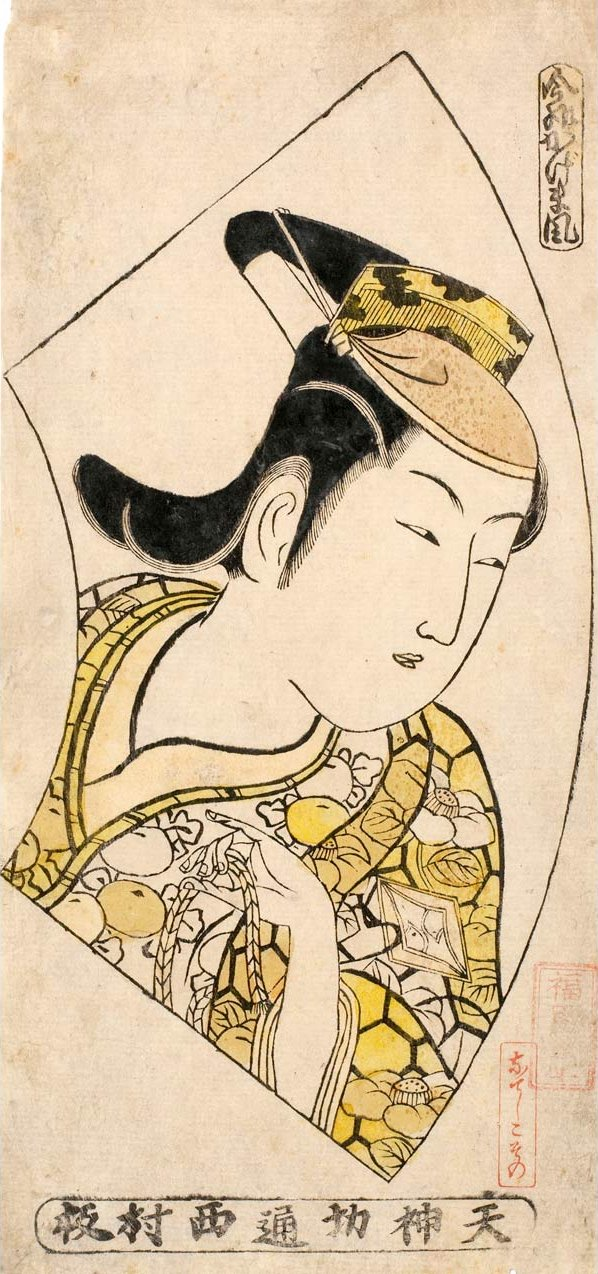
柳川重信「若衆」1716年

通常の少年の髪形と同様に髷を結んで前髪を垂らすが、前髪の生え際の左右を角を立てるように小さく剃り込んであるもの。また、このような髪形の少年を指して呼ぶこともある。
元服の際は、この角前髪から前髪を落として大人の髪型（銀杏髷など）にする。
なお、衆道をテーマにした作品などでは、少年が角前髪になる頃に女役を卒業して弟分を見つける（成人は普通は女役はならないため）ことで一悶着起きる話が散見される。